# Liste der Kulturdenkmale in Groß Buchwald
In der Liste der Kulturdenkmale in Groß Buchwald sind alle Kulturdenkmale der schleswig-holsteinischen Gemeinde Groß Buchwald (Kreis Rendsburg-Eckernförde) aufgelistet (Stand: 10. März 2025).

## Legende
In den Spalten befinden sich folgende Informationen:
- Objekt-ID: die Nummer des Kulturdenkmales
- Lage: die Adresse des Kulturdenkmales und die geographischen Koordinaten. Kartenansicht, um Koordinaten zu setzen. In der Kartenansicht sind Kulturdenkmale ohne Koordinaten mit einem roten Marker dargestellt und können in der Karte gesetzt werden. Kulturdenkmale ohne Bild sind mit einem blauen Marker gekennzeichnet, Kulturdenkmale mit Bild mit einem grünen Marker.
- Offizielle Bezeichnung: Bezeichnung des Kulturdenkmales
- Beschreibung: die Beschreibung des Kulturdenkmales
- Bild: ein Bild des Kulturdenkmales

## Bauliche Anlagen
| Objekt-ID     | Lage                                           | Offizielle Bezeichnung | Beschreibung | Bild            |
| ------------- | ---------------------------------------------- | ---------------------- | --- | --------------- |
| 3047 Wikidata | An der Schmiede 8 (54° 9′ 41″ N, 10° 4′ 57″ O) | Alte Schmiede          | Alteintragung (Aktualisierung vorgesehen) - Begründung: Alteintragung (Aktualisierung vorgesehen) - Schutzumfang: Alteintragung (Aktualisierung vorgesehen) - Denkmaltyp: Bauliche Anlage | Fotos hochladen |
| 19030         | Harrier Weg 5 (54° 9′ 40″ N, 10° 4′ 59″ O)     | Fachhallenhaus         | Wohn- und Wirtschaftsgebäude; 1846; Fachwerkbau mit hohem Reetdach und vierfach vorkragendem Wirtschaftsgiebel (sogenannter Bordesholmer Giebel), mit zugehörigem Hofpflaster - Begründung: geschichtlich, städtebaulich - Schutzumfang: Fachhallenhaus, Hofpflaster - Denkmaltyp: Bauliche Anlage | BW              |

## Quelle
- Liste der Kulturdenkmale in Schleswig-Holstein – Kreis Rendsburg-Eckernförde

- Karte mit allen Koordinaten:
- OSM |
- WikiMap